# Malvern (Arkansas)
Malvern é uma cidade localizada no estado americano de Arkansas, no Condado de Hot Spring.

## Demografia
Segundo o censo americano de 2000, a sua população era de 9 021 habitantes.
Em 2006, foi estimada uma população de 9 046, um aumento de 25 (0.3%).

## Geografia
De acordo com o United States Census Bureau, a localidade tem uma área de 19,2 km², dos quais 19,0 km² cobertos por terra e 0,2 km² cobertos por água.

## Localidades na vizinhança
O diagrama seguinte representa as localidades num raio de 24 km ao redor de Malvern.